# Peter Zelenský
Peter Zelenský (ur. 27 listopada 1958 w Trnawie) – słowacki piłkarz występujący na pozycji pomocnika. Reprezentant Czechosłowacji. Trener piłkarski.

## Kariera klubowa
Zelenský karierę rozpoczynał w 1975 roku w Spartaku Trnawa, grającym w pierwszej lidze czechosłowackiej. Po czterech sezonach spędzonych w tym klubie, odszedł do także pierwszoligowej Dukli Bańska Bystrzyca. Tam występował przez dwa sezony, a potem wrócił do Spartaka. W 1982 roku został z kolei graczem Bohemiansu, a w sezonie 1982/1983 zdobył z nim mistrzostwo Czechosłowacji. W sezonie 1984/1985 wywalczył natomiast wicemistrzostwo Czechosłowacji. Zawodnikiem Bohemiansu był przez sześć sezonów.
Następnie Zelenský grał w belgijskim drugoligowcu KAA Gent, a także w szwajcarskim FC Chur 97. W 1990 roku zakończył karierę.

## Kariera reprezentacyjna
W reprezentacji Czechosłowacji Zelenský zadebiutował 6 października 1982 w zremisowanym 2:2 meczu eliminacji Mistrzostw Europy 1984 ze Szwecją. W latach 1982–1985 w drużynie narodowej rozegrał 15 spotkań.